# Anablysis teres
Anablysis teres är en insektsart som beskrevs av Giglio-tos 1898. Anablysis teres ingår i släktet Anablysis och familjen gräshoppor. Inga underarter finns listade i Catalogue of Life.